# Sonnet 144

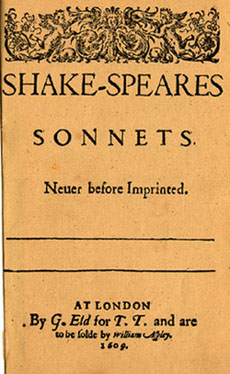
Sonnetten van Shakespeare, 1609

Sonnet 144 speelt binnen de sonnetten van Shakespeare een sleutelrol, want hierin wordt de relatie tussen de Fair Youth (de mooie jongeman), hemzelf en de Dark Lady toegelicht. Dit sonnet werd samen met Sonnet 138 voor het eerst - in een iets afwijkende versie - gepubliceerd in The Passionate Pilgrim, een verzameling van 20 gedichten die verscheen in 1599, uitgegeven door William Jaggard.
In dit sonnet laat Shakespeare zich duidelijk inspireren door de middeleeuwse moraliteit, een toneelstuk waarin een boze en goede geest met elkaar wedijveren om de ziel van de mens. De goede geest is de door de donkere dame gecorrumpeerde mooie jongeling en de dark lady speelt de rol van de slechterik. Mogelijk verwijst het gedicht naar een episode in het leven van Shakespeare waarin de twee mensen waar hij het meest van hield hem in de steek lieten en er met elkaar vandoor gingen. 

## Shakespeares tekst
| Sonnet 144 Two loves I have, of comfort and despair, Which like two spirits do suggest me still. The better angel is a man right fair, The worser spirit a woman coloured ill. To win me soon to hell my female evil Tempteth my better angel from my side, And would corrupt my saint to be a devil, Wooing his purity with her foul pride; And whether that my angel be turned fiend Suspect I may, but not directly tell; But being both from me, both to each friend, I guess one angel in another's hell. Yet this shall I ne'er know, but live in doubt Till my bad angel fire my good one out. |

## Vertaling
Twee liefdes, de ene vertroosting, de andere wanhoop,
Staan me als geleidegeesten bij:
De betere engel is een prachtige man,
De slechte geest is een donkergekleurde vrouw;
Om me sneller in haar hel te krijgen,
Verleidt de vrouwelijke duivel mijn goede engel,
Zijn zuiverheid besmettend met haar wulpsheid.
Of mijn vriend zich tegen me heeft gekeerd,
Kan ik niet met zekerheid zeggen;
Elkaars vrienden zijn zij nu die mij verlaten hebben,
En doen elkaar nu de duivel aan:
De onzekerheid zal voorgoed mijn deel zijn,
Tot mijn slechte engel mijn goede verdrijft.

## Analyse
Shakespeares sonnetten zijn voornamelijk geschreven in een metrum genaamd jambische pentameter, een rijmschema waarin elke sonnetregel bestaat uit tien lettergrepen. De lettergrepen zijn verdeeld in vijf paren, jamben genoemd, waarbij elk paar begint met een onbeklemtoonde lettergreep.

### Versregel 1 en 2
"Which like two spirits do suggest me still."In de eerste twee versregels vergelijkt de dichter zijn situatie met die van een man (zoals in de aan hem bekende legende van doctor Faust), die in de greep is van twee geesten, een goede en een slechte. Hij beleeft een platonische liefde met de mooie en zuivere jongeling, en een aardse, zinnelijke liefde met de donkerkleurige verleidelijke dame.

### Versregel 3 en 4
"The better... The worser..." Het is duidelijk dat de dichter de 'schuld' van deze situatie, de scheiding van zijn twee geliefden, volledig bij de vrouw legt.

### Versregel 5 en 6
"To win me ... Tempteth..." De donkere vrouw heeft zijn vriend (de goede geest) verleid zodat de dichter nog sneller in de hel belandt, de hel waarin zij hem voor zich alleen zal hebben.

### Versregel 7 en 8
"And would corrupt... Wooing...", een versterking van wat hij in de vorige twee verzen zei: de goede geest is gecorrumpeerd, is verleid (wooing='opgevrijd') door de dark lady. Pride wordt hier gebruikt in de betekenis van wulpsheid.

### Versregel 9 en 10
"And whether that... Suspect I may... ", de dichter kan het moeilijk geloven dat zijn vriend zich tegen hem gekeerd heeft (tot duivel gemaakt door de vrouw).

### Versregel 11 en 12
"But being... I guess one angel in another's hell:": Ze zijn beiden van hem weggegaan en zijn nu elkaars vriend, waardoor ze nu destructief zijn voor elkaar (de hel). Sommige onderzoekers zijn geneigd aan te nemen dat die 'hel' een venerische ziekte is, waarvan de dichter weet dat ze die nu beiden zullen oplopen. De beeldspraak is direct ontleend aan het katholieke geloof waarin ieder mens een wakende engel heeft die probeert hem te behoeden voor de verleidingen van het kwade. Ongebruikelijk is dat Shakespeare hier in plaats van 'duivel' ook 'engel' (gevallen engel) voor de boze geest gebruikt, wat natuurlijk ingegeven is door zijn liefde voor de jongeling.

### Versregels 13 en 14
" Yet this... Till my bad angel..." De dichter zegt dat hij dit echter nooit zal weten tot de slechte engel de goede verjaagd zal hebben. Fire zou dan weer een aanwijzing kunnen zijn voor de theorie van de venerische ziekte die in de tijd van de Tudors een plaag was.